# NIP7
NIP7 (англ. NIP7, nucleolar pre-rRNA processing protein) – білок, який кодується однойменним геном, розташованим у людей на короткому плечі 16-ї хромосоми. Довжина поліпептидного ланцюга білка становить 180 амінокислот, а молекулярна маса — 20 463.
| 10         |  | 20         |  | 30         |  | 40         |  | 50         |
| ---------- |  | ---------- |  | ---------- |  | ---------- |  | ---------- |
| MRPLTEEETR |  | VMFEKIAKYI |  | GENLQLLVDR |  | PDGTYCFRLH |  | NDRVYYVSEK |
| IMKLAANISG |  | DKLVSLGTCF |  | GKFTKTHKFR |  | LHVTALDYLA |  | PYAKYKVWIK |
| PGAEQSFLYG |  | NHVLKSGLGR |  | ITENTSQYQG |  | VVVYSMADIP |  | LGFGVAAKST |
| QDCRKVDPMA |  | IVVFHQADIG |  | EYVRHEETLT |  |            |  |            |

A: Аланін

C: Цистеїн

D: Аспарагінова кислота

E: Глутамінова кислота

F: Фенілаланін

G: Гліцин

H: Гістидин

I: Ізолейцин

K: Лізин

L: Лейцин

M: Метіонін

N: Аспарагін

P: Пролін

Q: Глутамін

R: Аргінін

S: Серин

T: Треонін

V: Валін

W: Триптофан

Задіяний у таких біологічних процесах, як біогенез рибосом, альтернативний сплайсинг. 
Білок має сайт для зв'язування з РНК. 
Локалізований у ядрі.